# Protoparmeliopsis
Protoparmeliopsis är ett släkte av lavar som beskrevs av Maurice Gustave Benoit Choisy. Protoparmeliopsis ingår i familjen Lecanoraceae, ordningen Lecanorales, klassen Lecanoromycetes, divisionen sporsäcksvampar och riket svampar.
Kladogram enligt Dyntaxa:
| Protoparmeliopsis | \| \| Protoparmeliopsis macrocyclos \| \| \| \| \| \| Lecanora achariana \| \| \| \| |
|                   | \| \| Protoparmeliopsis macrocyclos \| \| \| \| \| \| Lecanora achariana \| \| \| \| |
|                   | Ameliella                                                                            |
|                   |                                                                                      |
|                   | Bryodina                                                                             |
|                   |                                                                                      |
|                   | Bryonora                                                                             |
|                   |                                                                                      |
|                   | Calvitimela                                                                          |
|                   |                                                                                      |
|                   | Carbonea                                                                             |
|                   |                                                                                      |
|                   | Claurouxia                                                                           |
|                   |                                                                                      |
|                   | Clauzadeana                                                                          |
|                   |                                                                                      |
|                   | Lecanora                                                                             |
|                   |                                                                                      |
|                   | Lecidella                                                                            |
|                   |                                                                                      |
|                   | Miriquidica                                                                          |
|                   |                                                                                      |
|                   | Pycnora                                                                              |
|                   |                                                                                      |
|                   | Pyrrhospora                                                                          |
|                   |                                                                                      |
|                   | Ramboldia                                                                            |
|                   |                                                                                      |
|                   | Rhizoplaca                                                                           |
|                   |                                                                                      |
|                   | Tylothallia                                                                          |
|                   |                                                                                      |
|                   | Protoparmeliopsis macrocyclos                                                        |
|                   |                                                                                      |
|                   | Lecanora achariana                                                                   |
|                   |                                                                                      |

|  | Protoparmeliopsis macrocyclos |
|  |                               |
|  | Lecanora achariana            |
|  |                               |